# Joan Wasser
Joan Wasser (* 26. července 1970 Norwalk) je americká zpěvačka a multiinstrumentlistka. Ve svých šesti letech začala hrát na klavír a o dva roky později přešla k houslím. Svou kariéru zahájila v roce 1991 jako členka skupiny The Dambuilders. V roce 1999 hrála na albu I Am a Bird Now skupiny Antony and the Johnsons. V roce 2002 založila vlastní skupinu nazvanou Joan as Police Woman, se kterou vydala alba Joan as Police Woman (2004), Real Life (2006), To Survive (2008), Cover (2009), The Deep Field (2011) a The Classic (2014). V roce 2013 vystoupila na koncertě Life Along the Borderline: A Tribute to Nico věnovaném zpěvačce Nico.